# The Archies
The Archies var en fiktiv amerikansk pop- och rockgrupp som bildades 1968 baserad på den tecknade serien Acke (engelska: Archie Andrews). Musiken skrevs och framfördes av studiomusiker. Sångare på de flesta låtarna var Ron Dante.
The Archies uppstod när popgruppen The Monkees erbjöds att spela in låten "Sugar, Sugar" för sin tv-show, men tackade nej. Eftersom producenten Don Kirshner ville få ut låten samlade han på sig ett gäng studiomusiker som spelade in den. I stället för att låta studiomusikerna framföra den offentligt skapade Kirshner en tecknad popgrupp baserad på tonåringarna i serien Acke, som fick framföra musiken i tv.
"Sugar, Sugar" gavs ut 1969 och blev en riktigt stor hit. Gruppen fortsatte spela in musik fram till 1973.

## Medlemmar
- Archie Andrews (Acke) – gitarr, sång
- Reggie Mantle (Ragge) – basgitarr, sång (alternativt gitarr, se nedan)
- Forsythe "Jughead" Jones (Soppis) – trummor, sång
- Veronica Cooper – elorgel, sång
- Betty Lodge – tamburin, sång

Det råder viss osäkerhet kring huruvida Ragge var bandets kompgitarrist eller basist. Hans instrument ser ofta likadant ut som Ackes (vilket antyder att han spelar gitarr), men lika ofta spelar han på ett instrument som tydligt har fyra stämskruvar - det vanligaste utseendet på en elbas. Det bör också noteras att The Archies inspelningar regelbundet hade elbas och i många seriestrippar sägs Ragge spela bas. Sist men inte minst finns ett julalbum från 2008, där Ragge krediteras som bandets basist.

## Diskografi (urval)
Album
- The Archies (1968)
- Everything's Archie (1969)
- Jingle, Jangle (1970)
- Sunshine (1970)
- This is Love (1971)

Singlar
- "Bang-Shang-a-Lang" / "Truck Driver" (1968)
- "Feelin' so Good (S.k.o.o.b.y-D.o.o.)" / "Love Light" (1968)
- "Sugar, Sugar" / "Melody Hill" (1969)
- "Jingle Jangle" / "Justine" (1969)
- "Who's Your Baby?" / "Senorita Rita" (1970)
- "Sunshine" / "Over and Over" (1970)
- "Together We Are Two" / "Everything's Alright" (1971)
- "This Is Love" / "Throw a Little Love My Way" (1971)
- "A Summer Prayer for Peace" / "Maybe I'm Wrong" (1971)
- "Love Is Living In You" / "Hold on to Lovin'" (1971)
- "Strangers in the Morning" / "Plum Crazy" (1972)